# 周公卒
周公卒（1956年—），湖北浠水人，汉族，中华人民共和国政治人物、第十二届全国人民代表大会海南地区代表。
毕业于华中农学院农机修造专业。加入中国共产党。2013年，担任全国人大代表。
1987年，担任华南热作两院热作机械化研究所科研办公室主任。1992年，任海南省乐东黎族自治县人民政府副县长。1994年，升任中国热带农业科学院、华南热带作物学院热带资源开发（集团）公司总经理。次年担任中国热带农业科学院、华南热带农业大学副院（校）长。1997年，担任海南省乐东黎族自治县县委书记、县人大常委会主任。2001年，任海南省人民政府副秘书长。2006年，改任海南省人口和计划生育局局长。2008年，任海南省人口和计划生育委员会主任、党组书记。2011年7月至2013年3月，担任海南省农垦总局局长、党委副书记。2013年3月，改任海南省农垦总局党委书记，省农垦集团有限公司党委书记。2016年2月，改选为海南省人大常委会委员。